# 809년

## 연호
- 당(唐) 원화(元和) 4년
- 일본(日本) 다이도(大同) 4년

## 기년
- 당(唐) 헌종(憲宗) 4년
- 신라(新羅) 애장왕(哀莊王) 10년 / 헌덕왕(憲德王) 원년
- 발해(渤海) 강왕(康王) 16년 / 정왕(定王) 원년

## 사건
- 불가르의 크룸, 동로마 제국의 세르디카(현재의 소피아)를 점령하다.
- 신라, 소성왕의 동생 김언승이 왕의 자리에 오름.
- 발해, 강왕이 세상을 떠나자 아들 대원유가 정왕으로 왕의 자리에 오름. 연호는 영덕이라 함.

## 탄생
당(唐)나라 경종(敬宗) 출생

## 사망
- 발해(渤海)의 6대 태왕(太王) 강왕 대숭린 (康王 大嵩璘)
- 신라(新羅) 40대 왕 애장왕(哀莊王)